# Julio Paredes
Julio Paredes Castro (Bogotá, 1 de julio de 1957-Bogotá, 31 de agosto de 2021) fue un escritor, poeta, novelista, profesor y filósofo colombiano.

## Biografía
Nació en Bogotá en 1957. Estudió filosofía y letras en la Universidad de los Andes y obtuvo su maestría de literatura medieval en la Universidad Complutense de Madrid. Ha trabajado como editor y ha traducido varios libros de ensayo y ficción en Colombia, Estados Unidos y España. Algunos de sus cuentos han sido incluidos en antologías nacionales y extranjeras, y es considerado como uno de los cuentistas actuales más prestigiosos de Colombia.
Se desempeñó como director editorial de libros de referencia para Editorial Norma entre 1995 y 1999, coordinador editorial del programa de promoción de lectura Libro al viento, entre el 2006 y 2012. Profesor de cátedra en la Universidad de los Andes, trabajó como tutor en la Maestría de Escrituras Creativas de la Universidad Nacional de Colombia y del programa de la Universidad Central. Entre 2011 y 2013 fue director editorial en el Instituto Caro y Cuervo. Desde 2013 fue el editor general de la Universidad de los Andes Fallece en Bogotá el 31 de agosto de 2021 a sus 64 años. 

## Publicaciones

### Colecciones de cuento
- Salón Júpiter y otros cuentos, 1994
- Guía para extraviados, 1997
- Asuntos familiares, 2000
- Artículos propios, 2011
- Escena en un bosque, 2012

### Novela
- La celda sumergida, 2003
- Cinco tardes con Simenon, 2003; reeditada en 2016 como Encuentro en Lieja
- 29 cartas. Autobiografía en silencio, 2016
- Aves inmóviles, 2019 Premio Nacional de Novela 2020

### Biografía
- Eugene Delacroix: el artista de la Libertad, 2005

## Antologías
- Antología nocturna, 2013
- Relatos impares, 2018
- Estamos al borde de un abismo. Antología de cuentos, 2023. Editorial Alfaguara Edición y prólogo de Carmen Paredes.